# Vesëlovskij rajon
Il Vesëlovskij rajon, in russo Весёловский район?, è un rajon dell'Oblast' di Rostov, nella Russia europea. Istituito nel 1935, il capoluogo è Vesëlyj.